# حمله خرچنگ‌ها
حمله خرچنگ‌ها فیلمی به کارگردانی پرویز تأییدی و نویسندگی سیدحسن هاشمی ساختهٔ سال ۱۳۷۱ است.

## خلاصه داستان
سيدمهدي يكي از مبارزان پرسابقه دلوار و از دوستان صميمي رئيسعلي دلواري است. او كه تصميم دارد با دختري مبارز ازدواج كند، در شب عروسي همراه با همولايتي هايش مورد تهاجم قواي انگليس قرار مي گيرد و دستگير مي شود. اما جوانان دلواري به تحريك يكي از مردان بانفوذ مذهبي در روزي كه قرار است سيدمهدي را اعدام كنند،‌ با هجوم به محل اعدام باعث رهايي او مي شوند.

## بازیگران
- جهانبخش سلطانی
- عباس امیری مقدم
- افسانه بایگان
- محمد بانکی
- عنایت اله شفیعی
- فریدون ابوضیاء
- عباس مختاری
- مسعود رحمانی
- هوشنگ تیموری
- توحید اصلان‌زاده
- بیژن ضهیرالدینی
- یوسف میرکیانی
- منوچهر غفوری
- سهراب یاری
- جمشید رفیعی راد
- علی شهبازی
- توران قادری
- لیلا خسروی
- میترا مددی
- فرهاد خوش لقاء
- تورج نصر
- حسن شجاع
- داوود موثقی
- عذرا مردانیان
- بتول مرادی
- قدرت قربانی
- پرویز سپرویزن
- شکراله کیه
- غلامعلی فیض‌آبادی
- احمد سلامی
- محمود شرفا
- حسین امیرعظیمی
- پدرام مقدم
- محمد گیلانی
- رضا راد
- مسعود فلاح
- محمد مهدوی
- قایم دورقی
- محمدیوسف یوسفی
- علی ملاح